# Турувка-Нова
Турувка-Нова (пол. Turówka Nowa) — село в Польщі, у гміні Сувалки Сувальського повіту Підляського воєводства.
Населення — 58 осіб (2011).
У 1975-1998 роках село належало до Сувальського воєводства.

## Демографія
Демографічна структура станом на 31 березня 2011 року:
|          | Загалом | Допрацездатний вік | Працездатний вік | Постпрацездатний вік |
| -------- | ------- | ------------------ | ---------------- | -------------------- |
| Чоловіки | 31      | 7                  | 17               | 7                    |
| Жінки    | 27      | 9                  | 10               | 8                    |
| Разом    | 58      | 16                 | 27               | 15                   |